# Anton Breznik (1881–1944)
Anton Breznik, slovenski jezikoslovec, duhovnik in ravnatelj, * 26. junij 1881, Ihan pri Domžalah, † 26. marec 1944, Ljubljana.

## Življenje in delo
Rodil se je očetu Antonu st. in materi Tereziji (rojena Orehek).
V svojem rojstnem kraju je šest let obiskoval ljudsko, v Ljubljani pa meščansko šolo in humanistično gimnazijo. Med njegovimi gimnazijskimi profesorji je bil Maks Pleteršnik, ki ga je učil grščino, neposredno po tem, ko je leta 1894 izdal znameniti Slovensko-nemški slovar (COBISS). To delo je Breznik prebiral in ga dopolnjeval s svojimi opažanji. Vanj je vpisoval nove besede, ki jih je nabiral med ljudmi. Zapisal je nad 350 ljudskih pesmi iz Ihana. V gimnaziji se je pridružil projektu zbiranja slovenskih narodnih pesmi, ki ga je vodil Karel Štrekelj. Zbrane ljudske besede so dijaki objavljal v Domu in svetu pod naslovom Slovarski navržki. V tej reviji je ocenjeval in poročal o jezikoslovnih delih, podajal nabrano gradivo in začel samostojno posegati v jezikovna vprašanja s članki. 
Leta 1905 je izšla njegova razprava iz sintakse O stavi dopovednega glagola, kjer je načel vprašanje o besednem redu v govoru. Istega leta je bil posvečen v duhovnika ljubljanske škofije in odšel v Postojno za kaplana. 
Leta 1907 je odšel v Gradec, kjer je kot glavna predmeta vpisal slovenščino in latinščino. V Domu in svetu je dejavno objavljal članke, med drugim tudi Kako je v naši pisavi s tujkami ter Besedni red v govoru (1908) (COBISS). Doktoriral je leta 1910 z disertacijo Naglasni tipi slovenskega glagola. Istega leta je dobil službo na Škofijski klasični gimnaziji v Šentvidu pri Ljubljani.
Breznik je hotel zlasti pravorečju utreti pot v šolo. Dobil je ponudbo, naj napiše novo slovensko slovnico, ki je bila natisnjena leta 1916. Zaradi spornih poglavij o pravorečju je Breznik moral slovnico popraviti, tako da je bila izdana še leta 1921 in 1924. Leta 1913 je Breznik začel objavljati v Domu in svetu svojo najobsežnejšo razpravo Razvoj novejše slovenske pisave pa Levčev pravopis. Svoj Slovenski pravopis iz leta 1920 (COBISS) je izdal v drobni knjižici, kjer se je v uvodu omejil na najožja pravopisna pravila. Njegov pravopis je bil v rabi petnajst let. Breznik je nato v sodelovanju s Franom Ramovšem  sestavil nov Slovenski pravopis 1935. Sodeloval je pri Doklerjevem Grško-slovenskem slovarju, kjer je oskrbel za glavne grške besede etimološko stran in jih preko indoevropščine povezal s slovanščino in slovenščino. To je prvi poskus etimologije za Slovence v šolskih slovarjih. Sodeloval je pri Grafenauerjevih Slovenskih čitankah za višje razrede in skrbel predvsem za jezikovne razlage in prireditve.
V času ustanavljanja Univerze v Ljubljani je bil tudi Breznik na seznamu oseb, ki pridejo v poštev za učne moči pri obravnavanju slovenskega jezika, vendar sodobna slovenščina takrat ni dobila svojega mesta. Nekaj let kasneje je prevzel na Teološki fakulteti predavanja iz stare cerkvene slovanščine. Ob prenovi usposobljenostnih preizkušenj za profesorje je bil imenovan v odbor za izpraševanje iz slovenščine pri profesorskih izpitih. Zadnja leta je bil predsednik Slavističnega društva. Bil je član Znanstvenega društva za humanistične vede v Ljubljani (1921) in dopisni (izredni) član Slovenske akademije znanosti in umetnosti (takrat AZU v Ljubljani) od 16. maja 1940.

## Izbrana bibliografija
- Grško-slovenski slovar. Ljubljana, 1915. (COBISS)
- Slovenska slovnica za srednje šole. Celovec, 1916. (COBISS)
- Slovenska slovnica za srednje šole. Celje, 1934. (COBISS)
- Slovenski pravopis. Mala izd. Ljubljana, 1937. (COBISS)
- Primeri predikatnega nominativa v slovenščini. Ljubljana, 1941. (COBISS)
- Jezik naših časnikarjev in pripovednikov. Ljubljana, 1944. (COBISS)
- Ljudski jezik. Narodno pesništvo. Ljubljana, 1946. (COBISS)
- Jezik naših pripovednikov. Ljubljana, 1982. (COBISS)
- Jezikoslovne razprave. Ljubljana, 1982. (COBISS)